# カナダ自由党
カナダ自由党（カナダじゆうとう、英語：Liberal Party of Canada、フランス語：Parti libéral du Canada）は、カナダの中道左派の自由主義政党。カナダ保守党と二大政党を形成している。自由主義インターナショナル加盟政党である。創設は1861年。現在の党首はマーク・カーニー。口語・新聞などでは自由党員・自由党のことをグリット（Grit）と呼ぶことがある。

## 概説
中道右派政党であるカナダ進歩保守党（現在はカナダ保守党）と共にカナダにおける二大政党制の一翼を担ってきた。オンタリオ州、ブリティッシュ・コロンビア州、オタワ・ガティノー首都圏、ケベック州モントリオールなど、都市部を基盤としている。近代カナダの歴史の中でも最も政権を担ってきた政党であり、20世紀は先進国の間では最長となる69年間与党として国家運営に君臨してきたなど、"natural governing party"とも言われる。

## 歴史
1867年にジョージ・ブラウンによって結成された。1873年にアレキサンダー・マッケンジーが首相となって以来、大半の期間を政権与党として活動してきた。特に1968年に首相となったピエール・トルドー（首相在任:1968年 - 1979年,1980年 - 1984年）は長期政権を維持し、1971年の「多文化主義宣言」による公用語の英仏二カ国語化など、多文化国家カナダの原型を作り上げた。
トルドー退任後に行われた、1984年の総選挙では進歩保守党のブライアン・マルルーニーに政権の座を奪われ、10年近く野党となったが1993年の総選挙で大勝し（この時ライバルの進歩保守党は、たった2議席しか獲得できないという壊滅的敗北を喫した）、ジャン・クレティエン、ポール・マーティンと2006年まで続けて政権を担った。
しかし2004年2月、クレティエン政権時代における公的補助金に関するスキャンダルが会計検査院によって暴露されたことで支持率が急落、直後に行われた総選挙では第一党こそ維持したものの過半数を失い少数与党となった。そして2006年の総選挙で敗北し、保守党に政権を明け渡し野党に転落した。
2008年10月14日の総選挙でも改選前95議席から77議席に議席を減らし、保守党の勝利を許す結果に終わった。
2011年の総選挙ではさらに議席を34議席に減らし、党首のイグナティエフも落選するなど結党以来最悪の惨敗で、野党第一党の座を新民主党に譲る結果となった。選挙後、ボブ・レイが暫定党首に就任し、体制の立て直しを図ることになった。
2013年4月に行われた党首選挙で、ピエール・トルドー元首相の息子であるジャスティン・トルドーが投票者の80％の支持を得て、党首に選出された。トルドーが党首に選出されてから自由党に対する支持は増加し、世論調査において与党である保守党を上回って首位となった。
2015年カナダ総選挙では、大幅に議席を伸ばして単独過半数となる184議席を獲得。約10年ぶりに政権を奪回した。しかし、2019年の総選挙では過半数を維持できず、157議席に留まり、さらに単独過半数を狙ってコロナ禍で行われた2021年の総選挙においては159議席に留まったが、依然として第1党として政権を維持している。
2025年1月にジャスティン・トルドー首相は党首の辞任を表明し9年に及ぶ長期政権が終焉することとなった。
2025年カナダ自由党党首選挙が行われ、党員による投票の結果、元イングランド銀行総裁、元カナダ銀行総裁のマーク・カーニーが新たな党首に選出された。そして2025年カナダ総選挙で勝利し政権の維持に成功した。

## 政策
中道右派政党のカナダ保守党に対して、自由党は自由主義インターナショナルに所属しているものの、中道左派政党とされている。近代カナダにおいて国民皆保険制度の確立や所得の再分配機能強化などの社会的公正、二言語国家・有色人種の移民受け入れに代表される多文化主義などを実現してくるなどグローバリズム左派的な政策を行ってきた。党内においても右派・左派の違いがあり包括政党的な面も持っている。そのため、社会民主主義を掲げる左派政党である新民主党よりは中道寄りであり新自由主義に近い政策も打ち出して来た。
カナダ東部モントリオールを地盤とするが、ケベック独立運動に対しては強硬的に反対の立場を取り、独立を目指すブロック・ケベコワとの対決姿勢を貫く。

### 外交
外交面においても社民主義福祉国家を作り上げた内政と同じく対米追従型ではなく友好国アメリカ合衆国に対しても異を唱え1960年代から独自外交路線を貫いてきた。
アメリカの行っているベトナム戦争に反対して停戦和平を模索したピアソン政権やキューバと友好関係を維持しソ連へも接近したピエールトルドー政権、1990年代のクレティエン政権は2003年にアメリカが始めたイラク戦争に強く反対しブッシュ政権やそれを支持したイギリスのブレア政権と激しく対立した。
だが、2015年に誕生したジャスティン・トルドー政権になってからは独自外交路線は停滞しアメリカ民主党バイデン政権やアメリカ国務省、欧州連合、NATOの打ち出す軍事外交方針に追従し人道的介入人権外交を強く打ち出すネオコン・リベラルホークの傾向が強くなった。カナダはトルドー政権下の2017年にベネズエラのマドゥロ政権への退陣圧力を強めるべく結成されたリマグループの中心国となり、ウクライナ戦争においても西側諸国の主軸として莫大な額に及ぶウクライナ支援・武器支援を行って徹底抗戦を支えてきた。さらに、中国やインドに対しても価値観外交・人権外交により強硬的な態度を示すようになる等BRICSやグローバルサウスとの対決姿勢が目立ち、それまではより対米追従的な立ち位置を取っていたカナダ保守党との立場が逆転した。

## 歴代党首
太字は首相経験者
- ジョージ・ブラウン（英語版）(1867) 非公式
- エドワード・ブレイク（英語版）(1867 - 1869)非公式
- アレキサンダー・マッケンジー(1873 - 1880)
- エドワード・ブレイク(1880 - 1887)
- ウィルフリッド・ローリエ(1887 - 1919)
- ダニエル・ダンカン・マッケンジー（英語版）(1919)暫定党首
- ウィリアム・ライアン・マッケンジー・キング(1919 - 1948)
- ルイ・サンローラン(1948 - 1958)
- レスター・B・ピアソン(1958 - 1968)
- ピエール・トルドー(1968 - 1984)
- ジョン・ターナー(1984 - 1990)
- ジャン・クレティエン(1990 - 2003)
- ポール・マーティン(2003 - 2006)
- ビル・グラハム（英語版）(2006)暫定党首
- ステファン・ディオン（英語版）(2006 - 2008)
- マイケル・イグナティエフ(2008 - 2011)
- ボブ・レイ（英語版）(2011 - 2013)暫定党首
- ジャスティン・トルドー(2013 - 2025)
- マーク・カーニー (2025 - 現職)

## 総選挙における党勢推移
太字は総選挙に勝利し、与党となった、又は与党を維持した年
| 年         | 当選 |
| ---------- | ---- |
| 1945年選挙 | 125  |
| 1949年選挙 | 190  |
| 1953年選挙 | 171  |
| 1957年選挙 | 105  |
| 1958年選挙 | 48   |
| 1962年選挙 | 99   |
| 1963年選挙 | 129  |
| 1965年選挙 | 131  |
| 1968年選挙 | 155  |
| 1972年選挙 | 109  |
| 1974年選挙 | 141  |
| 1979年選挙 | 114  |
| 1980年選挙 | 147  |
| 1984年選挙 | 40   |
| 1988年選挙 | 83   |
| 1993年選挙 | 177  |
| 1997年選挙 | 155  |
| 2000年選挙 | 172  |
| 2004年選挙 | 135  |
| 2006年選挙 | 103  |
| 2008年選挙 | 77   |
| 2011年選挙 | 34   |
| 2015年選挙 | 184  |
| 2019年選挙 | 157  |
| 2021年選挙 | 159  |
| 2025年選挙 | 169  |

出典：Elections Canada